# Magnus Wernblom
Magnus Wernblom, född 3 februari 1973 i Kramfors, är en svensk före detta professionell ishockeyspelare. Han har gjort näst flest mål i SHL/Elitserien genom tiderna, 266 stycken.
Wernblom spelade många säsonger i Modo Hockey och var länge känd under smeknamnet "Mr MoDo". Spelade även tre år i Skellefteå AIK mot slutet av sin karriär, där han blev en publikfavorit. Wernblom var även med och tog upp Skellefteå AIK till Elitserien. Han återvände till Modo igen inför säsongen 2007/2008. Han var 2013 den spelare i Modo som gjort flest mål.
Wernblom var känd som en ledartyp med hetsigt temperament som inte sällan råkade i bråk.
Den 4 november 2008 meddelade Wernblom att han avslutar sin ishockeykarriär.

## Familj
Magnus Wernbloms dotter Moa Wernblom representerade Sveriges lag i damernas JVM 2016 som spelades i St. Catharines, Kanada. Sonen Lukas Wernblom spelade 2015 en central roll i Ångermanlands TV-puck-lag som då vann turneringen.

## Övrigt
1999 tävlade Magnus för Örnsköldsvik i TV4:s Stadskampen.